# Bronisław Biela
Bronisław Biela (ur. 12 lutego 1921 w Kaskach, zm. 9 października 1946 w Gdańsku) – polski komunista i funkcjonariusz Urzędu Bezpieczeństwa Publicznego. 

## Życiorys
Od 1930 zamieszkał z rodzicami w Gdyni, gdzie uczył się szewstwa, a następnie został inkasentem w Związku Spółdzielni Spożywców "Społem". Od 1939 członek PPS. W 1939 wysiedlony z Gdyni, a w 1941 wywieziony na roboty do III Rzeszy. Od 1945 funkcjonariusz Wojewódzkiego Urzędu Bezpieczeństwa Publicznego w Gdańsku. Od marca 1946 członek PPR. 9 października 1946 zginął w czasie próby likwidacji oddziału zbrojnego podziemia w Oliwie.
We wrześniu 1946 odznaczony Brązowym Krzyżem Zasługi.
W okresie PRL był patronem ulicy w Dolnym Sopocie (ob. Króla Jana Kazimierza), na mapie z 1989 oznaczonej błędnie jako ul. Bolesława Bieli.